# Абдільдіна Аїм Єрмеківна
Аїм Єрмеківна Абдільдіна (каз. Әбділдина Айым Ермеккызы; нар. 23 грудня 1989, Цілиноградська область, Казахська РСР) — казахська борчиня вільного стилю, бронзова призерка чемпіонату світу, срібна та п'ятиразова бронзова призерка чемпіонатів Азії, бронзова призерка Азійських ігор. Майстер спорту Казахстану міжнародного класу з вільної боротьби.

## Життєпис
Боротьбою почала займатися з 2007 року. У 2008 році стала срібною призеркою чемпіонату Азії серед юніорів.
Виступала за борцівський клуб ЗОП з Астани. Тренери — Єрмек Абдільдін, Кайрат Сагадаієв, Нурлан Аманкосов.

## Спортивні результати на міжнародних змаганнях

### Виступи на Чемпіонатах світу
| Змагання                        | Збірна    | Вагова категорія          | Місце  |
| ------------------------------- | --------- | ------------------------- | ------ |
| Чемпіонат світу з боротьби 2009 | Казахстан | жіноча боротьба, до 55 кг | 8      |
| Чемпіонат світу з боротьби 2010 | Казахстан | жіноча боротьба, до 55 кг | 5      |
| Чемпіонат світу з боротьби 2011 | Казахстан | жіноча боротьба, до 55 кг | 25     |
| Чемпіонат світу з боротьби 2015 | Казахстан | жіноча боротьба, до 58 кг | 7      |
| Чемпіонат світу з боротьби 2016 | Казахстан | жіноча боротьба, до 55 кг | Бронза |

### Виступи на Чемпіонатах Азії
| Змагання                       | Збірна    | Вагова категорія          | Місце  |
| ------------------------------ | --------- | ------------------------- | ------ |
| Чемпіонат Азії з боротьби 2009 | Казахстан | жіноча боротьба, до 55 кг | Бронза |
| Чемпіонат Азії з боротьби 2010 | Казахстан | жіноча боротьба, до 55 кг | 5      |
| Чемпіонат Азії з боротьби 2011 | Казахстан | жіноча боротьба, до 55 кг | Бронза |
| Чемпіонат Азії з боротьби 2012 | Казахстан | жіноча боротьба, до 59 кг | Бронза |
| Чемпіонат Азії з боротьби 2014 | Казахстан | жіноча боротьба, до 55 кг | Бронза |
| Чемпіонат Азії з боротьби 2015 | Казахстан | жіноча боротьба, до 58 кг | Бронза |
| Чемпіонат Азії з боротьби 2016 | Казахстан | жіноча боротьба, до 58 кг | Срібло |

### Виступи на Азійських іграх
| Змагання           | Збірна    | Вагова категорія          | Місце  |
| ------------------ | --------- | ------------------------- | ------ |
| Азійські ігри 2010 | Казахстан | жіноча боротьба, до 55 кг | Бронза |
| Азійські ігри 2014 | Казахстан | жіноча боротьба, до 55 кг | 7      |

### Виступи на Кубках світу
| Змагання                    | Збірна    | Вагова категорія          | Місце |
| --------------------------- | --------- | ------------------------- | ----- |
| Кубок світу з боротьби 2011 | Казахстан | жіноча боротьба, до 55 кг | 9     |

### Виступи на інших змаганнях
| Змагання                                                        | Збірна    | Вагова категорія          | Місце  |
| --------------------------------------------------------------- | --------- | ------------------------- | ------ |
| Гран-прі Німеччини з боротьби 2008                              | Казахстан | жіноча боротьба, до 51 кг | Срібло |
| Гран-прі «Іван Яригін» 2009                                     | Казахстан | жіноча боротьба, до 55 кг | Бронза |
| Золотий Гран-прі з боротьби 2009                                | Казахстан | жіноча боротьба, до 55 кг | 9      |
| Золотий Гран-прі з боротьби 2010 (Баку)                         | Казахстан | жіноча боротьба, до 55 кг | Срібло |
| Золотий Гран-прі з боротьби 2011 (Баку)                         | Казахстан | жіноча боротьба, до 55 кг | 5      |
| Золотий Гран-прі з боротьби 2012 (Красноярськ)                  | Казахстан | жіноча боротьба, до 55 кг | Бронза |
| Олімпійський кваліфікаційний турнір з боротьби 2012 (Астана)    | Казахстан | жіноча боротьба, до 55 кг | 5      |
| Олімпійський кваліфікаційний турнір з боротьби 2012 (Гельсінкі) | Казахстан | жіноча боротьба, до 55 кг | 20     |
| Золотий Гран-прі з боротьби 2013 (Баку)                         | Казахстан | жіноча боротьба, до 55 кг | 8      |
| Гран-прі «Іван Яригін» 2014                                     | Казахстан | жіноча боротьба, до 55 кг | 8      |
| Турнір Олександра Медведя 2014                                  | Казахстан | жіноча боротьба, до 55 кг | 8      |
| Турнір міста Сассарі з боротьби 2014                            | Казахстан | жіноча боротьба, до 55 кг | Золото |
| Золотий Гран-прі з боротьби 2014 (Баку)                         | Казахстан | жіноча боротьба, до 55 кг | 7      |
| Гран-прі «Іван Яригін» 2015                                     | Казахстан | жіноча боротьба, до 58 кг | Бронза |
| Турнір Олександра Медведя 2015                                  | Казахстан | жіноча боротьба, до 58 кг | Срібло |
| Турнір міста Сассарі 2015                                       | Казахстан | жіноча боротьба, до 58 кг | Золото |
| Гран-прі Іспанії з боротьби 2015                                | Казахстан | жіноча боротьба, до 58 кг | 5      |
| Кубок Президента Казахстану з боротьби 2015                     | Казахстан | жіноча боротьба, до 58 кг | Золото |
| Золотий Гран-прі з боротьби 2015                                | Казахстан | жіноча боротьба, до 58 кг | Бронза |
| Олімпійський кваліфікаційний турнір з боротьби 2016 (Астана)    | Казахстан | жіноча боротьба, до 58 кг | Бронза |
| Олімпійський кваліфікаційний турнір з боротьби 2016 (Стамбул)   | Казахстан | жіноча боротьба, до 58 кг | 17     |
| Золотий Гран-прі з боротьби 2016                                | Казахстан | жіноча боротьба, до 55 кг | 5      |

### Виступи на змаганнях молодших вікових груп
| Змагання                                      | Збірна    | Вагова категорія          | Місце  |
| --------------------------------------------- | --------- | ------------------------- | ------ |
| Чемпіонат Азії з боротьби серед юніорів 2008  | Казахстан | жіноча боротьба, до 55 кг | Срібло |
| Чемпіонат світу з боротьби серед юніорів 2008 | Казахстан | жіноча боротьба, до 51 кг | 18     |
| Чемпіонат світу з боротьби серед юніорів 2009 | Казахстан | жіноча боротьба, до 55 кг | 7      |